# Domenico Calcagno
Domenico Calcagno (nascut el 3 de febrer de 1943) és l'actual President de l'Administració del Patrimoni de la Seu Apostòlica, des del seu nomenament pel Papa Benet XVI el 7 de juliol de 2011. Anteriorment havia servit com a secretari del dicasteri des del 2007.

## Biografia
Calcagno va néixer a Parodi Ligure (província d'Alessandria, Piemont) el 1943. Després d'estudiar arts al seminari diocesà, assistí a la Pontifícia Universitat Gregoriana de Roma, titulant-se en teologia dogmàtica. Va ser ordenat prevere per la Festivitat de Sant Pere i Sant Pau, el 29 de juny de 1967, pel cardenal Giuseppe Siri.
Després de diversos anys realitzant tasca pastoral, va ser nomenat professor de teologia a la Facultat de Teologia del Nord d'Itàlia i, posteriorment, a l'Institut Superior d'Estudis Religiosos de Ligúria. Serví com a president de l'institut clerical diocesà i va ser vicari episcopal per a les noves activitats. A escala nacional va ser secretari de la Comissió de Preveres Italians, Inspector de la Conferència Episcopal Italiana pels instituts de Ciències Religioses, Director de la Missió Nacional de Cooperació entre Esglésies i, més recentment, Tresorer de la Conferència Episcopal.
El papa Joan Pau II el nomenà bisbe de Savona-Noli el 25 de gener de 2002, sent consagrat bisbe el 9 de març. Serví com a bisbe de Savona fins que el Papa Benet XVI el nomenà Secretari de l'Administració del Patrimoni de la Seu Apostòlica i arquebisbe ad personam el 7 de juliol de 2007. El 7 de juliol de 2011 n'esdevingué president.
El 6 de gener de 2012 s'anuncià que seria creat cardenal el 18 de febrer següent, conjuntament amb 21 més. Va ser creat i proclamat Cardenal diaca de l'Annunciazione della Beata Vergine Maria a Via Ardeatina.

## Crítiques
Un reportatge del programa televisiu Le Iene va fer sorgir la hipòtesi que entre el 2002 i 2003 era coneixedor de casos d'abusos a menors perpetrats per un prevere pedòfil, informant tard al cardenal Joseph Ratzinger, Prefecte de la Congregació de la Doctrina de la Fe. Després de l'emissió del programa, la xarxa es mobilitzà per demanar que fos exclòs del conclave de 2013.
El cardenal Calcagno ha rebut crítiques perquè posseeix diverses armes de foc: revòlver, magnum Smith & Wesson calibre 357, una carabina de precisió Remington 7400 calibre 30.06, un fusell de bombament Hatsan Escort; antigament havia practicat la caça i el tir al blanc.